# مؤشرات جودة الحياة في المدينة
مؤشرات جودة الحياة في المدينة هي قوائم للمدن التي تُصنّف وفقًا لمقياس محدد لظروف المعيشة. بالإضافة إلى مراعاة توفير المياه النظيفة والهواء النظيف والغذاء الكافي والمأوى، فإن العديد من المؤشرات تقيس أيضًا عناصر أكثر ذاتية بما في ذلك قدرة المدينة على توليد شعور بالمجتمع وتوفير بيئات مضيافة للجميع، وخاصة الشباب، لتطوير المهارات الاجتماعية والشعور بالاستقلالية والهوية. 
غالبًا ما يرتبط سبب ظهور بعض المدن في تصنيف واحد وليس بتصنيف آخر بالمعايير المختلفة المستخدمة بين التصنيفات، ولكن في أغلب الأحيان يرتبط بالاختلاف في الترجيح المعطى لعوامل مماثلة. 

## تصنيف وحدة استخبارات الإيكونومست العالمي لقابلية العيش
تنشر وحدة استخبارات الإكونوميست (EIU) تصنيفًا سنويًا لقابلية العيش العالمية، والذي يصنف 140 مدينة من حيث جودة الحياة الحضرية بناءً على تقييمات الاستقرار والرعاية الصحية والثقافة والبيئة والتعليم والبنية الأساسية. 
صنّفت وحدة استخبارات الإكونوميست مدينة ملبورن، أستراليا، المدينة الأكثر ملاءمة للعيش في العالم لمدة سبع سنوات متتالية، من عام 2011 إلى عام 2017.  بين عامي 2004 و2010، صُنّفت مدينة فانكوفر في كندا أكثر مدينة صالحة للعيش، بينما شاركت ملبورن المركز الأول في التقرير الافتتاحي لعام 2002. احتلت مدينة فانكوفر المركز الثالث منذ عام 2015، بينما احتلت فيينا، النمسا، المركز الثاني حتى عام 2018 عندما صعدت إلى المركز الأول.
صنّفت العاصمة السورية دمشق أقل مدينة صالحة للعيش من بين 173 مدينة في تقييم عام 2024.  
كما تنشر وحدة استخبارات الإكونوميست أيضًا دراسة استقصائية عالمية حول تكاليف المعيشة والتي تقارن تكاليف المعيشة في مجموعة من المدن العالمية. 
| تصنيف وحدة استخبارات الإكونوميست العالمي لقابلية العيش لعام 2024 | تصنيف وحدة استخبارات الإكونوميست العالمي لقابلية العيش لعام 2024 | تصنيف وحدة استخبارات الإكونوميست العالمي لقابلية العيش لعام 2024 |
| الترتيب                                                          | المدينة                                                          | الدولة\المنطقة                                                   |
| ---------------------------------------------------------------- | ---------------------------------------------------------------- | ---------------------------------------------------------------- |
| 1                                                                | فيينا                                                            | النمسا                                                           |
| 2                                                                | كوبنهاغن                                                         | الدنمارك                                                         |
| 3                                                                | زيورخ                                                            | سويسرا                                                           |
| 4                                                                | ملبورن                                                           | أستراليا                                                         |
| 5                                                                | كالغاري                                                          | كندا                                                             |
| -                                                                | جنيف                                                             | سويسرا                                                           |
| 7                                                                | سيدني                                                            | أستراليا                                                         |
| -                                                                | فانكوفر                                                          | كندا                                                             |
| 9                                                                | أوساكا                                                           | اليابان                                                          |
| -                                                                | أوكلاند                                                          | نيوزيلندا                                                        |
| 11                                                               | أديلايد                                                          | أستراليا                                                         |
| 12                                                               | تورونتو                                                          | كندا                                                             |
| 13                                                               | هلسنكي                                                           | فنلندا                                                           |
| 14                                                               | طوكيو                                                            | اليابان                                                          |
| 15                                                               | برث                                                              | أستراليا                                                         |
| 16                                                               | بريزبان                                                          | أستراليا                                                         |
| 17                                                               | فرانكفورت                                                        | ألمانيا                                                          |
| 18                                                               | لوكسمبورغ (مدينة)                                                | لوكسمبورغ                                                        |
| 19                                                               | أمستردام                                                         | هولندا                                                           |
| 20                                                               | ويلينغتون                                                        | نيوزيلندا                                                        |

## استطلاع مونوكل لجودة الحياة
منذ عام 2006، تنشر مجلةمونوكل المتخصصة في أسلوب الحياة قائمة سنوية للمدن الصالحة للعيش. وأطلق على القائمة في عام 2008 اسم "مؤشر المدن الأكثر ملاءمة للعيش" وعرضت 20 موقعًا من أفضل المواقع من حيث جودة الحياة.
ومن المعايير المهمة في هذا الاستطلاع الأمان/الجريمة، والاتصال الدولي، والمناخ/أشعة الشمس، وجودة الهندسة المعمارية، والنقل العام، والتسامح، والقضايا البيئية والوصول إلى الطبيعة، والتصميم الحضري، وظروف العمل، وتطوير السياسات الاستباقية والرعاية الطبية.
حددت دراسة مونوكل لعام 2024 أن المدينة الأكثر ملاءمة للعيش في العالم هي ميونيخ، تليها فيينا وزيوريخ. 
| استطلاع مونوكل لجودة الحياة 2024 | استطلاع مونوكل لجودة الحياة 2024 | استطلاع مونوكل لجودة الحياة 2024 |
| الترتيب                          | المدينة                          | الدولة\المنطقة                   |
| -------------------------------- | -------------------------------- | -------------------------------- |
| 1                                | ميونخ                            | ألمانيا                          |
| 2                                | فيينا                            | النمسا                           |
| 3                                | زيورخ                            | سويسرا                           |
| 4                                | كوبنهاغن                         | الدنمارك                         |
| 5                                | مدريد                            | إسبانيا                          |
| 6                                | لشبونة                           | البرتغال                         |
| 7                                | طوكيو                            | اليابان                          |
| 8                                | ملبورن                           | أستراليا                         |
| 9                                | ستوكهولم                         | السويد                           |
| 10                               | باريس                            | فرنسا                            |
| 11                               | هلسنكي                           | فنلندا                           |
| 12                               | كيوتو                            | اليابان                          |
| 13                               | أوسلو                            | النرويج                          |
| 14                               | أمستردام                         | هولندا                           |
| 15                               | سيدني                            | أستراليا                         |
| 16                               | برشلونة                          | إسبانيا                          |
| 17                               | برلين                            | ألمانيا                          |
| 18                               | سنغافورة                         | سنغافورة                         |
| 19                               | ميلانو                           | إيطاليا                          |
| 20                               | أثينا                            | اليونان                          |

## تصنيف ميرسر لجودة المعيشة
تصدر شركة ميرسر الاستشارية العالمية الأمريكية للموارد البشرية والخدمات المالية ذات الصلة استطلاع ميرسر لجودة المعيشة سنويًا، حيث يقارن بين 221 مدينة بناءً على 39 معيارًا. يعطي الاستطلاع مدينة نيويورك درجة أساسية قدرها 100 وتصنّف المدن الأخرى بالمقارنة معها. المعايير المهمة هي وادي سلامة (قرية) والتعليم والنظافة والرعاية الصحية والثقافة والبيئة والترفيه والاستقرار السياسي والاقتصادي والنقل العام والوصول إلى السلع والخدمات. تهدف القائمة إلى مساعدة الشركات المتعددة الجنسيات في تحديد المواقع التي يمكنها فتح مكاتبها أو مصانعها فيها ومقدار الأجور التي يجب دفعها للموظفين.
يتضمن التصنيف الكامل 241 مدينة.
| تصنيف ميرسر لجودة المعيشة 2024 | تصنيف ميرسر لجودة المعيشة 2024 | تصنيف ميرسر لجودة المعيشة 2024 |
| الترتيب                        | المدينة                        | الدولة\المنطقة                 |
| ------------------------------ | ------------------------------ | ------------------------------ |
| 1                              | زيورخ                          | سويسرا                         |
| 2                              | فيينا                          | النمسا                         |
| 3                              | جنيف                           | سويسرا                         |
| 4                              | كوبنهاغن                       | الدنمارك                       |
| 5                              | أوكلاند                        | نيوزيلندا                      |
| 6                              | أمستردام                       | هولندا                         |
| 7                              | فرانكفورت                      | ألمانيا                        |
| 7                              | فانكوفر                        | كندا                           |
| 9                              | برن                            | سويسرا                         |
| 10                             | بازل                           | سويسرا                         |
| 11                             | ميونخ                          | ألمانيا                        |
| 12                             | سيدني                          | أستراليا                       |
| 13                             | تورونتو                        | كندا                           |
| 14                             | لاهاي                          | هولندا                         |
| 14                             | ويلينغتون                      | نيوزيلندا                      |
| 16                             | دوسلدورف                       | ألمانيا                        |
| 17                             | لوكسمبورغ (مدينة)              | لوكسمبورغ                      |
| 18                             | ستوكهولم                       | السويد                         |
| 19                             | برلين                          | ألمانيا                        |
| 20                             | مونتريال                       | كندا                           |
| 20                             | ملبورن                         | أستراليا                       |
| 20                             | أوسلو                          | النرويج                        |
| 20                             | أوتاوا                         | كندا                           |
| 20                             | برث                            | أستراليا                       |
| 25                             | كالغاري                        | كندا                           |

## مؤشر موفينغتو العالمي لقابلية العيش
يستخدم هذا المؤشر البيانات لتقييم الاستقرار والرعاية الصحية والثقافة والبيئة والتعليم والبنية التحتية. تُدمج النتائج في مؤشر قابلية العيش النهائي. 
| مؤشر موفينغتو العالمي لقابلية العيش 2024 | مؤشر موفينغتو العالمي لقابلية العيش 2024 | مؤشر موفينغتو العالمي لقابلية العيش 2024 |
| الترتيب                                  | المدينة                                  | الدولة\المنطقة                           |
| ---------------------------------------- | ---------------------------------------- | ---------------------------------------- |
| 1                                        | فيينا                                    | النمسا                                   |
| 2                                        | ملبورن                                   | أستراليا                                 |
| 3                                        | فانكوفر                                  | كندا                                     |
| 4                                        | تورونتو                                  | كندا                                     |
| 5                                        | كالغاري                                  | كندا                                     |
| 6                                        | زيورخ                                    | سويسرا                                   |
| 7                                        | جنيف                                     | سويسرا                                   |
| 8                                        | فرانكفورت                                | ألمانيا                                  |
| 9                                        | كوبنهاغن                                 | الدنمارك                                 |
| 10                                       | أمستردام                                 | هولندا                                   |
| 11                                       | أوساكا                                   | اليابان                                  |
| 12                                       | باريس                                    | فرنسا                                    |
| 13                                       | سيدني                                    | أستراليا                                 |
| 14                                       | ستوكهولم                                 | السويد                                   |
| 15                                       | لندن                                     | المملكة المتحدة                          |
| 16                                       | طوكيو                                    | اليابان                                  |
| 17                                       | سنغافورة                                 | سنغافورة                                 |
| 18                                       | هلسنكي                                   | فنلندا                                   |
| 19                                       | بريزبان                                  | أستراليا                                 |
| 20                                       | هامبورغ                                  | ألمانيا                                  |
| 21                                       | ويلينغتون                                | نيوزيلندا                                |
| 22                                       | هونغ كونغ                                | الصين                                    |
| 23                                       | برلين                                    | ألمانيا                                  |
| 24                                       | ميونخ                                    | ألمانيا                                  |
| 25                                       | ليون                                     | فرنسا                                    |

## تصنيف جودة الحياة من موقع نومبيو
نومبيو هي قاعدة بيانات عالمية تعتمد على الجمهور لتحديد أسعار المستهلكين المبلغ عنها، ومعدلات الجريمة المتصورة، وجودة الرعاية الصحية، من بين إحصاءات أخرى. تُحدّث التصنيفات مرتين في السنة. 
يتضمن التصنيف الكامل 242 مدينة.
| تصنيف جودة الحياة من موقع نومبيو 2025 | تصنيف جودة الحياة من موقع نومبيو 2025 | تصنيف جودة الحياة من موقع نومبيو 2025 |
| الترتيب                               | المدينة                               | الدولة\المنطقة                        |
| ------------------------------------- | ------------------------------------- | ------------------------------------- |
| 1                                     | لاهاي                                 | هولندا                                |
| 2                                     | خرننغن                                | هولندا                                |
| 3                                     | لوكسمبورغ (مدينة)                     | لوكسمبورغ                             |
| 4                                     | آيندهوفن                              | هولندا                                |
| 5                                     | بازل                                  | سويسرا                                |
| 6                                     | برن                                   | سويسرا                                |
| 7                                     | أترخت                                 | هولندا                                |
| 8                                     | روتردام                               | هولندا                                |
| 9                                     | لوزان                                 | سويسرا                                |
| 10                                    | كوبنهاغن                              | الدنمارك                              |
| 11                                    | جنيف                                  | سويسرا                                |
| 12                                    | أمستردام                              | هولندا                                |
| 13                                    | بويسي                                 | الولايات المتحدة                      |
| 14                                    | بريزبان                               | أستراليا                              |
| 15                                    | ماديسون (مقاطعة دان)                  | الولايات المتحدة                      |
| 16                                    | هلسنكي                                | فنلندا                                |
| 17                                    | أديلايد                               | أستراليا                              |
| 18                                    | برغن                                  | النرويج                               |
| 19                                    | بلنسية                                | إسبانيا                               |
| 20                                    | رالي (كارولاينا الشمالية)             | الولايات المتحدة                      |
| 21                                    | غوتنبرغ                               | السويد                                |
| 22                                    | زيورخ                                 | سويسرا                                |
| 23                                    | كرايستشرش                             | نيوزيلندا                             |
| 24                                    | سياتل                                 | الولايات المتحدة                      |
| 25                                    | برث                                   | أستراليا                              |

يضمّ التصنيف الكامل 242 مدينة.

## مؤشر المدينة السعيدة
يستخدم مؤشر المدينة السعيدة الذي أعده معهد جودة الحياة 23 مجالاً مختلفاً من النشاط، مقسمة إلى خمس فئات رئيسية لتحديد الشعور العام بالسعادة بين السكان فيما يتعلق مباشرة بجودة حياتهم. ويشمل التصنيف جميع المدن التي يمكن قياس أنشطتها على أساس بيانات موضوعية وشفافة وقابلة للتحقق. كما يسلط الضوء على المدن التي حققت إنجازات استثنائية من حيث جودة الحياة. 
| مؤشر المدينة السعيدة 2024 | مؤشر المدينة السعيدة 2024 | مؤشر المدينة السعيدة 2024 |
| الترتيب                   | المدينة                   | الدولة\المنطقة            |
| ------------------------- | ------------------------- | ------------------------- |
| 1                         | آرهوس                     | الدنمارك                  |
| 2                         | زيورخ                     | سويسرا                    |
| 3                         | برلين                     | ألمانيا                   |
| 4                         | غوتنبرغ                   | السويد                    |
| 5                         | أمستردام                  | هولندا                    |
| 6                         | هلسنكي                    | فنلندا                    |
| 7                         | برستل                     | المملكة المتحدة           |
| 8                         | كوبنهاغن                  | الدنمارك                  |
| 9                         | جنيف                      | سويسرا                    |
| 10                        | ميونخ                     | ألمانيا                   |
| 11                        | ستوكهولم                  | السويد                    |
| 12                        | روتردام                   | هولندا                    |
| 13                        | أولو                      | فنلندا                    |
| 14                        | فيينا                     | النمسا                    |
| 15                        | إدنبرة                    | المملكة المتحدة           |
| 16                        | ريكيافيك                  | آيسلندا                   |
| 17                        | آلبورغ                    | الدنمارك                  |
| 18                        | مينيابوليس                | الولايات المتحدة          |
| 19                        | بازل                      | سويسرا                    |
| 20                        | Ålesund                   | النرويج                   |
| 21                        | بريزبان                   | أستراليا                  |
| 22                        | بروج                      | بلجيكا                    |
| 23                        | لوكسمبورغ                 | لوكسمبورغ                 |
| 24                        | بوردو                     | فرنسا                     |
| 25                        | كورك                      | أيرلندا                   |